# 市原えつこ
市原 えつこ（いちはら えつこ、1988年 - ）は、日本のメディアアーティスト、妄想インベンター。日本的な文化・習慣・信仰を独自の観点で読み解き、テクノロジーを用いて新しい切り口を示す作品を制作する。2018年、アルスエレクトロニカInteractive Art＋部門でHonorary Mention（栄誉賞）を受賞。2025年大阪・関西万博日本館の基本構想策定クリエイター。早稲田大学文化構想学部卒業、愛知県春日井市出身、血液型はAB型。2016年にYahoo!JAPANを退社し独立、現在フリーランス。クリエーター事務所「QREATOR AGENT」所属。
2023年4月から東京藝術大学大学院美術研究科先端芸術表現専攻に入学。

## 経歴
1988年生まれ、愛知県春日井市出身。メディアアーティスト、妄想インベンター、妄想監督。
早稲田大学文化構想学部表象メディア論系卒業。大学在籍時に秘宝館をはじめとした日本の性文化に興味を持ち、作品制作を開始。
卒業制作だった「セクハラ・インターフェース」が何かの拍子に突然バズったのを皮切りに、個人宛のオファーが来るようになる。Yahoo!JAPANにUI/UXデザイナーとして入社後も、会社の仕事と個人の仕事を両立。
2015年に自身の祖母の死をきっかけに制作した「デジタルシャーマン・プロジェクト」が、2017年に第20回文化庁メディア芸術祭・優秀賞を受賞。市原は祖母の葬式で遺体が火葬され、骨だけになった姿を親族が見て泣くという弔いのプロセスから「人間にとって必要なものだ」と痛感し、当時働いていたYahoo! JAPANの仕事で関わっていた人型ロボットPepperを使い、新しい弔いの形がつくれないかと考えた。
2018年にアルス・エレクトロニカ賞で栄誉賞を受賞。
2020年、2025年大阪・関西万博日本館の基本構想策定クリエイターの一員を拝命する。
2022年、森美術館開催の現代アート展「六本木クロッシング2022」で、新作「未来SUSHI」を発表。現代美術分野では初参加。学生時代に衝撃を受けたアート展で美術の分野に興味を持つきっかけになった展覧会だった。
主な作品に、大根が艶かしく喘ぐデバイス《セクハラ・インターフェース》、虚構の美女と触れ合えるシステム《妄想と現実を代替するシステム SRxSI》、家庭用ロボットに死者の痕跡を宿らせて49日間共生できる《デジタルシャーマン・プロジェクト》がある。
現在、日本的な文化・習慣・信仰を独自の観点で読み解き、テクノロジーを用いて新しい切り口を示す作品を制作する。アートの文脈を知らない人も広く楽しめる作品性から、「NHK WORKD」や「月曜から夜ふかし」など、国内の新聞・テレビ・Web 媒体、海外雑誌等、多様なメディアに取り上げられている。

## 人物
- 女優の市原悦子とは無関係である。
- 高校生のときに「アートでは食べていけない」と考えて、美大に合格したものの一般大学に進学。大学では人とのコミュニケーション術を養い、IT会社では納期との戦い方を学んだ。アーティストとしての資金調達や収入にも役立ち、自然と「美大に行かなかった私はクリエーターにはなれない」と思い込んでいたコンプレックスが消えていた[13]。
- 独立するキッカケは、たまたま見てもらった占い師に「早く会社をやめるべき。そうでないと足を骨折する」と言われ、その1ヶ月後に本当に会社で足を折ってしまったので、これは従うしかないなあと決意[13]。
- 早稲田大学文化構想学部の第一期生[14]。
- 作品制作の際は、企画、ディレクション、UX設計（※ユーザーがサービスを使用する際の体験の設計）を担当。実装やプログラミングは別の方にお願いすることが多い[14]。
- 巫女装束がトレードマーク。
- 大学院には3回受験して3回合格した経歴を持つ。会社員時代の2014年は合格するものの「やっぱり大学院に通うのは今じゃない」と思い直して見送る。2022年に東京藝術大学の別学部で合格するものの「今後の方向性を考えたとき自分の学びたい分野と違うかも」と気付き、翌年に先端芸術表現専攻を受け直した[15]。

## 略歴
- 2011年、早稲田大学文化構想学部 表象・メディア論系 デジタルメディア論ゼミ（草原真知子研究室）卒業[4]
- 2011年、Yahoo!JAPANにUI/UXデザイナーとして入社[4]
- 2012年、「電子工作コンテスト・ガジェットカフェ賞」受賞[4]
- 2012年、「学生CGコンテスト」審査員賞（木村了子賞）受賞[4]
- 2012年、東京都現代美術館「ブルームバーグパヴィリオンプロジェクト」メディア・パフォーマンス部門・準グランプリ 受賞[4]
- 2013年、「WIRED CREATIVE HACK AWARD」ファイナリスト[4]
- 2014年、「第18回文化庁メディア芸術祭エンターテインメント部門」審査委員会推薦作品[4][16]
- 2015年、「文化庁メディア芸術クリエイター育成事業」採択（デジタルシャーマン・プロジェクト）[4]
- 2016年、フリーランスとしてのメディアアーティストとして独立[4][5]
- 2016年、総務省 異能vation（独創的な人特別支援枠）」採択[4]
- 2016年、内閣官房オリンピック・パラリンピック基本方針推進調査「文化を通じた機運醸成試行プロジェクトにISID(電通国際情報サービス)イノラボとの共同プロジェクト」採択[4]
- 2017年、「第20回文化庁メディア芸術祭エンターテインメント部門」優秀賞（文部科学大臣賞）[4][17]
- 2018年、「アルスエレクトロニカ Interactive Art＋部門 Honorary Mention」栄誉賞[4][17]
- 2018年、「アルスエレクトロニカ STARTS PRIZE部門」ノミネート[4][17]
- 2018年、米国発のファッションブランド・トミーフィルフィガー“TOKYO ICONS”に選出[18]。
- 2020年、2025年大阪・関西万博日本館の基本構想策定クリエイターの一員を拝命[10]。
- 2023年、東京藝術大学大学院美術研究科先端芸術表現専攻に入学。

## 受賞歴
- 電子工作コンテスト・ガジェットカフェ賞（2012年）[19]
- 学生CGコンテスト・審査員賞（木村了子賞）（2012年）
- 東京都現代美術館「ブルームバーグパヴィリオンプロジェクト」メディア・パフォーマンス部門・準グランプリ（2012年）[19]
- 第18回文化庁メディア芸術祭エンターテインメント部門・審査委員会推薦作品（2014年）[19]
- 第20回文化庁メディア芸術祭エンターテインメント部門・優秀賞（文部科学大臣賞）（2017年）[19]
- アルスエレクトロニカ Interactive Art＋部門 Honorary Mention・栄誉賞（2018年）[19]
- 2021年に注目すべきキーパーソンを選出 ニッポンを変える100人・アート部門選出[20]

## 主な代表作品
- 『セクハラ・インターフェース』 (2012年)[4][21]　　※ https://youtube.com/GElYzhyzgAY
  - 日本人が潜在的に持つエロ・豊かなイマジネーションと大根を融合。「大根を撫でると艶かしく喘ぐ」デバイス[4][21]。
  - 企画・ディレクション[4][21]
- 『脳波で祈祷する神社』 (2012年)[4]
  - webの銀河を宇宙塵のように浮遊する人間の思念、欲望、煩悩をテクノロジーの力で供養する神社。巫女となりインスタント寺院で脳波による祈祷をすることができる[4]。
  - 企画，ディレクション[4]
  - 【受賞】「MOT ブルームバーグ・パヴィリオン・プロジェクト [ 公募展 ] メディア・パフォーマンス部門準グランプリ」[4]
- 『妄想と現実を代替するシステムSR×SI』 (2013年)[4]　　※ https://youtube.com/LuDDbckUO4Y
  - 美女が登場する扇情的な映像とタッチデバイスを重ね合わせることで性的な情動を喚起を体験できる[4]。
  - 企画・ディレクション、妄想監督[4]
  - 【受賞】「WIRED CREATIVE HACK AWARD 2013 ファイナリスト」「第18回文化庁メディア芸術祭エンターテインメント部門・審査委員会推薦作品」[4]
- 『デジタルシャーマン・プロジェクト』 (2015年)[3][4][8]　　※ https://youtube.com/re9lVhQizBc
  - 新しい弔いの形。家庭用ロボット「Pepper（ペッパー）」に故人の人格、3Dプリントした顔、口癖、仕草を憑依。死後49日を過ぎると自動消滅する[3][4][8]。
  - 企画，ディレクション、モデル[3][4][8]
- 『都市のナマハゲ』 (2017年)[4][22]　　※ https://youtube.com/O5zvKmsMKv8
  - 200年以上、秋田県男鹿市で伝承される重要無形民俗文化財「ナマハゲ行事」を現代の都市に移植。ドローン、VRゴーグル、ゲーミングヘッドフォン、プラモデル、電子基板などでの素材で構成[4][22]。
  - 企画，ディレクション[4][22]

## 主なイベント企画
- 仮想通貨奉納祭[23]

## 出演

### テレビ
- 報道特集番組『Androids May Change the Way We Mourn』（NHK WORLD）　　※ https://youtube.com/MXm7wyzPVZw
- NHKニュース番組（NHK）- 「五輪前に「ナマハゲ東京に現る」
- 『月曜から夜ふかし』（日本テレビ）
- 『SENSORS』（日本テレビ）[24]
- 『あさチャン！』（TBSテレビ）
- 『バナナサンド』（TBSテレビ）
- 『新発見アートバラエティ アーホ！』（フジテレビ）[25]
- 『めざましテレビ』（フジテレビ）
- 『ホウドウキョク』（フジテレビ）
- 『みえちゃった！テレビ』（フジテレビ）
- 『スーパーJチャンネル』（テレビ朝日）
- 『特報!B級ニュースSHOW』（テレビ東京）
- 『ナミノリ！ジェニー』（毎日放送）[26]
- 『Do you know 異能？』（TOKYO MX）[27]

#### 海外
- 『SPECULUM ARTIUM: O POVEZOVANJU MOŽGANOV IN RAČUNALNIKA』（スロベニア国営放送「RTV4」）　 ※ https://4d.rtvslo.si/174646836
- 『Le vrai visage des robots』（フランス放送局「ARTE TV」）　  ※ https://www.arte.tv/videos/084884
- 『toco toco tv』（フランス放送局「Nolife」）

### ラジオ
- 『すっぴん！』（NHK）
- 『未来授業～明日の日本人たちへ』（TOKYO FM）[28]
- 『TIME LINE』（TOKYO FM）
- 『TOKYO MORNING RADIO』（J-WAVE）
- 『GOOD NEIGHBORS』（J-WAVE）

### インターネット放送
- 『ABEMA Prime』（ABEMA）　※ https://youtube.com/vAvw1KJQQ
- 『ICCとメディア・アートの20年』（DOMMUNE）[29]
- 『BuzzFeed Japan』 (バズフィード ジャパン)[13]　　※ https://youtube.com/qz06Kz8xjOw

### 雑誌
- 『Forbes JAPAN』[3]
- 『FIGARO japon』（CCCメディアハウス）[4]
- 『美術手帖』（美術出版社）
- 『AERA』（朝日新聞出版）
- 『anan』（マガジンハウス）
- 『週刊プレイボーイ』（集英社）
- 『週刊SPA!』（扶桑社）
- 『週刊女性』（主婦と生活社）
- 『NIKKEI DESIGN』（日経BPマーケティング）
- 『日経クロストレンド』（日経BPマーケティング）
- 『HER NAME IS』（パルコ出版
- 『a day magazine』　※タイのカルチャー誌
- 『FREECELL』（プレビジョン）
- 『Liberation』[30]
- 『Les Inrockuptibles』　※フランスの雑誌[31]

### 新聞
- 朝日新聞
- 毎日新聞
- 日本経済新聞
- 東京新聞
- 中日新聞
- Volksblatt新聞  ※オーストリアの新聞
- 20 Minutes　※フランスの新聞[31]

## 評価員
- 学生CGコンテスト・アート部門[32]
- Music Hackathon・VR特集
- Mashup Awards・インタラクティブ部門
- Space Hackathon

## 関連事項
- 愛知県出身の著名人
- 春日井市出身の著名人
- 早稲田大学出身の著名人
- 早稲田大学文化構想学部出身の著名人
- 東京芸術大学大学院に関わる著名人